# Iván León
Marlon Iván León y León (né le 3 mars 1967 à Guatemala City au Guatemala) est un joueur de football international guatémaltèque, qui évoluait au poste de défenseur, avant de devenir entraîneur.

## Biographie

### Carrière de joueur

#### Carrière en sélection
Avec l'équipe du Guatemala, il joue 34 matchs (pour aucun but inscrit) entre 1989 et 1999. 
Il figure notamment dans le groupe des sélectionnés lors des Gold Cup de 1991, de 1996 et de 1998.
Il joue enfin 4 matchs comptant pour les tours préliminaires des coupes du monde 1994 et 1998.